# Ionel Pantea
Ionel Pantea (n. 7 august 1941) este un artist liric bas-bariton, actor, regizor al spectacolelor de operă și pedagog român. 

## Activitatea profesională
Activitatea sa profesională s-a desfășurat atât în România, prin multiple apariții pe scenele de operă, podiumuri de concert și puneri în scenă, cât și pe scenele lirice din: Geneva, Zürich, Lyon, Paris, Lille, Bruxelles, Luxemburg, Hanovra, Berlin, München, Krakovia, Budapesta, Sofia, Varna, Roma, Barcelona, Hong-Kong, Tai-Pe, Cairo, Sao Paolo, Rio de Janeiro, New York, etc. 
În 1981, Ionel Pantea a fost numit director al Operei Române din Cluj. Încercând să schimbe deprinderile învechite din teatru și să introducă criterii noi, valorice, în 1983 a intrat în conflict cu "forurile superioare" care nu au suportat independența sa de spirit. După multe șicane a fost demis.
În 1985 autoritățile române l-au obligat să părăsească România. La plecare i s-a dat un pașaport de apatrid, valabil pentru toate țările mai puțin România. Pentru că era cunoscut și apreciat în Luxemburg, a fost primit să se stabilească acolo și a predat la Clasa de Operă a Conservatorului de Muzică și Artă Dramatică din Luxemburg. În paralel, a predat și la Studioul de Operă din Budapesta.
În toamna lui 2007 Ionel Pantea s-a întors din Luxemburg în România. Actualmente, maestrul Ionel Pantea conduce clasa de operă a Academiei de Muzică Gheorghe Dima din Cluj.

## Premii și distincții
Ionel Pantea este laureat a șase concursuri internaționale de interpretare.
Pentru activitatea sa artistică a fost distins cu 
- Ordinul Meritul Cultural clasa a V-a (12 septembrie 1968) „pentru merite deosebite în activitatea muzicală”[7]
- Ordinul Pentru Merit al Marelui Ducat Luxemburghez
- Ordinul Pentru Merit al României în grad de comandor (2001)[8]
- Doctor honoris causa al Academiei de Muzică “Gheorghe Dima” Cluj (2000)[9]
- Doctor honoris causa al Universității de Vest din Timișoara (2006)[10][11]
- Profesor Honoris Causa al Universității Babeș Bolyai din Cluj
- Cetățean de onoare al Municipiului București (1992)[12]